# Характеристичний бар'єр
Характеристичний бар'єр (англ. intrinsic barrier, рос. внутренний барьер) — Гіббсова енергія активації ΔG0# у граничному випадку, коли вільна енергія реакції дорівнює нулеві, тобто коли термодинамічні рушійні сили реакції відсутні. Виходячи з рівняння Маркуса, характеристичний бар'єр пов'язаний з енергією реорганізації λ реакції рівнянням ΔG0# = λ/4. 